# Krounovka
Krounovka (en rus: Кроуновка) és un poble del krai de Primórie, a l'Extrem Orient de Rússia, que en el cens del 2010 tenia 594 habitants.